# TD Berlin

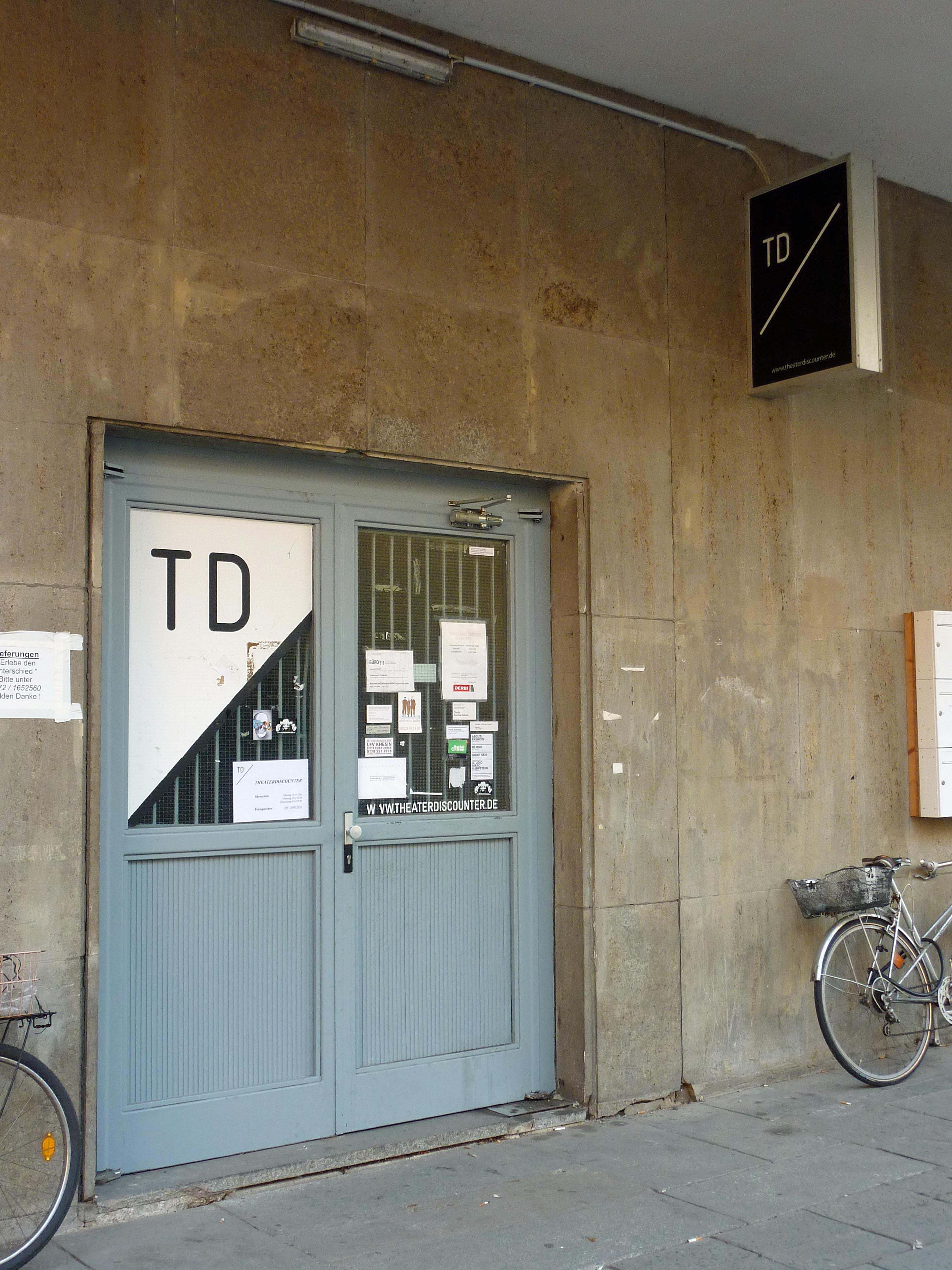
Hauseingang zum Theaterdiscounter (TD) und Nebeneingang in der Klosterstraße 44

Der TD Berlin (ehemals Theaterdiscounter) ist ein Freies Theater im ehemaligen Fernmeldeamt (Ost) in der Klosterstraße 44 unweit des Alexanderplatzes in Berlin-Mitte. Der TD Berlin zeigt neue Dramatik, modernes Sprechtheater und postdramatische Formen.

## Geschichte
Im April 2003 wurde die Spielstätte von Georg Scharegg, Patrick Wengenroth und weiteren Regisseuren und Schauspielern gegründet, um in einer eigenen Spielstätte die Produktionskräfte für eine eigenständige Theaterarbeit besser bündeln zu können. Der Fokus lag am Anfang auf Uraufführungen zeitgenössischer Dramatik (Reto Finger, Thomas Freyer, Kathrin Röggla, Tim Staffel, Ulrike Syha, Tine Rahel Völcker, David Foster Wallace, Nicolai Borger, Felicia Zeller u. a.) und auf (Gast-)Projekten.
Der TD Berlin hat sich zu einer festen Größe in der freien Theaterszene Berlins entwickelt und ist auch überregional bekannt. Pro Jahr werden zurzeit etwa 200 Vorstellungen gespielt. Seit der Gründung entstanden neben Gastspielen und Spezialformaten über 60 größere Produktionen exklusiv für den Spielort. Kooperationen mit Theatern wie dem Schlachthaus Bern, dem Theaterhaus Gessnerallee Zürich, dem Theater des Lachens, der Hochschule für Schauspielkunst „Ernst Busch“ Berlin und weiteren Institutionen sind inzwischen ein fester Bestandteil des Spielplans.
Die Spielstätte ist aus einer Privatinitiative geboren und gestaltet einen ganzjährigen Spielplan, der zu über 50 Prozent auf Eigenproduktionen beruht.
Ende Februar 2008 wurden die ehemaligen Räumlichkeiten in der Packhalle des Telegrafenamtes an der Monbijoustraße geschlossen. Seit 2009 ist das Theater in der Klosterstraße 44 beheimatet.

## Name
Der TD Berlin verdankt seinen ursprünglichen Namen einer Idee aus dem Bereich der Supermarkt-Discounter. Dies kam in der Umsetzung des Spielplans zum Tragen. Der Theaterdiscounter bezog so gezielt Stellung zu seinen Produktionsbedingungen (keine öffentliche Förderung) als auch allgemein zu aktuellen politischen Prozessen der Kulturförderung. Auch an einer einheitlichen Außendarstellung war dieser Gedanke lange Zeit ablesbar. Diese zeichnete sich durch die Verwendung eines an Warenprozessen orientierten Vokabulars aus. Beispiele hierfür sind die Rubrikengestaltung („Neu“, „Vergriffen“, „Ausverkauf“ etc.) oder die Preise (9,99 EUR, 4,99 EUR etc.).